# TGM5型柴油机车
TGM5型柴油机车（俄语：ТГМ5）是苏联铁路的调车柴油机车车型之一，由柳季诺沃内燃机车制造厂设计制造，于1966年研制成功，仅试制了两台并未投入批量生产。

## 发展历史
1964年，柳季诺沃内燃机车制造厂在TGM3型柴油机车的基础上，开发设计了一种新型调车和工矿用液力传动柴油机车的通用平台，柴油机装车功率等级为1000～1200马力，在相同的车体上可选择采用М756、4Д49或6Д70型柴油机，机车整备重量亦可选择68、74或76吨。这种机车设计用于铁路枢纽和工厂企业的调车作业，亦可用于干线小运转作业，双机重联运用时能够牵引重载货物列车。1966年初，柳季诺沃内燃机车制造厂试制了首批两台采用6Д70型柴油机的原型车，该型机车被定型为TGM5型；同年并试制了另一种采用4Д49型柴油机的原型车，该型机车被定型为TGM6型。

## 技术特点
机车采用底架承载结构罩式车体，车体各项载荷全部由底架承担，底架和车体重量通过四点式旁承由两台二轴转向架支承，牵引力和制动力通过心盘传递。车体采用外走廊式罩式结构，司机室位于车体中部，为司机提供良好的嘹望视野。机车走行部为两台二轴转向架，轴箱采用无导框式拉杆定位结构，构架采用铸钢件及钢板焊接结构，一系悬挂由螺旋弹簧、钢板弹簧、均衡梁等组成，转向架轴距为2100毫米，机车全轴距为9300毫米。
机车装用一台由奔萨柴油机制造厂生产的6Д70型柴油机（苏联国家标准GOST型号为6ЧН 24/27），是Д70型柴油机的系列产品之一，约七成零部件能够2TE40型机车所使用的16УД70型柴油机通用互换。该型柴油机为六气缸、四冲程、二级增压带中间冷却的V型中速柴油机，气缸直径为240毫米，活塞行程为270毫米，额定转速为每分钟1000转，装车功率为1200马力，单位燃料消耗量为150克/有效马力·小时，柴油机净重9400公斤。机车冷却系统的风扇采用静液压驱动。
机车传动装置采用液力传动，安装了一台卡卢加机械制造厂生产的УГП-800-1200型标准化液力传动装置。液力传动装置安装于底架之上车体内部，柴油机通过联轴节及变速齿轮箱将功率传递到液力传动箱，再从液力变速箱的工况齿轮输出，以两根万向轴分别传给两台转向架上的车轴齿轮箱，从而驱动轮对。УГП-800-1200型液力传动装置由两个液力变扭器及一个液力偶合器组成，其液力传动机构、工况及回动齿轮机构整合在同一箱体内，变扭器的换档是根据机车运行速度和司机控制器级位进行自动转换。变速齿轮箱的齿轮比为60：22；调车工况的齿轮比为24：73；小运转工况的齿轮比为39：58。
TGM5型柴油机车具有调车和干线小运转两种牵引模式，可根据使用需要通过工况齿轮换档调节。在调车模式时最高速度为40公里/小时，持续牵引力为26400公斤；而在小运转模式时最高速度为80公里/小时，持续牵引力为22000公斤。

## 参看
- TGM3型柴油机车
- TGM6型柴油机车
- TEM2型柴油机车